# Омарова, Гамида Мамед кызы
Гамида Мамед кызы Омарова (азерб. Həmidə Məmməd qızı Ömərova; род. 25 апреля 1957, Баку) — советская и азербайджанская актриса. Заслуженная артистка Азербайджанской ССР (1988), Народная артистка Азербайджана (2005). Член правления Союза кинематографистов Азербайджана.

## Биография
Гамида Омарова родилась 25 апреля 1957 года в Баку в семье учителей иностранного языка. Её родители познакомились, учась в одном университете. Трое из их детей умерли в младенчестве. Когда родился четвёртый ребёнок, девочка, родители совершили паломничество в святилище «Софи-Гамид» вблизи посёлка Сангачал города Баку, а ребёнка назвали в честь святилища — Гамидой. 
Родители развелись в 1960 году, отец женился вторично и уехал в родной Газах. 
Гамида росла с матерью и бабушкой в Баку. После окончания средней школы поступила на филологический факультет Азербайджанского государственного университета. 
В 1975 году, окончив первый курс, Омарова сдала экзамен и стала одной из 15 (из 300 претендентов), зачисленных во Всесоюзный государственный институт кинематографии.
С 1977 года снялась в более, чем 30 фильмах, став наиболее успешной азербайджанской актрисой 1980-х годов. За пределами Азербайджана Гамида Омарова известна ролью Телли в фильме «Не бойся, я с тобой» (1982, режиссёр Юлий Гусман). 
В 1988 году Гамида Омарова получила звание заслуженной артистки Азербайджанской ССР. 
После распада Советского Союза киноиндустрия Азербайджана пришла в упадок. Внезапная профессиональная невостребованность обернулась для Гамиды Омаровой, когда-то снимавшейся в четырёх фильмах одновременно, периодом депрессии. В 1992 году она вышла замуж и родила сына. Одновременно Гамида Омарова вела телевизионную программу «Ретро» — обзор классических азербайджанских и зарубежных фильмов.
С 2002 года Гамида Омарова — автор сценария телепередачи «Киноштрих». С 2007 года — ведущая телепередачи «Сеанс» телеканала ANS TV. 
С 2006 года является президентом Союза кинематографистов Азербайджана.
31 июля 2006 года удостоена персональной пенсии Президента Азербайджанской Республики.
Член правления Союза кинематографистов Азербайджана (с 24 мая 2021 года).
В 2023 году награждена Почётным дипломом Президента Азербайджанской Республики.
5 октября 2024 года получила главный приз 15-го Бакинского международного кинофестиваля «Золотой гранат».

## Фильмография
- 1980 — Золотая пропасть — Шафига
- 1980 — Хочу понять — Чинара
- 1980 — Вах! — Фатьма
- 1981 — Не бойся, я с тобой — Телли
- 1981 — Дорожное происшествие — Зумруд
- 1981 — Дедушка дедушки нашего дедушки — Зейнаб
- 1982 — Аккорды долгой жизни — Малейка
- 1982 — Низами — Афаг-Пери
- 1982 — Серебряный фургон — Медина
- 1982 — Здесь тебя не встретит рай — Нуризад
- 1983 — Дождь в праздник — Парвин
- 1983 — Учитель музыки — Шафига
- 1985 — Я ей нравлюсь — Мухаббат
- 1986 — Водоворот — Тамара
- 1989 — Родные берега — Зивар
- 1991 — Последняя любовь Ширбалы — Назлы
- 1991 — Газельхан — Ханум
- 1992 — Всгорю в огне очищения — Захра
- 1992 — Тюрьма людоеда (Иран) — Нурия
- 1998 — Комната в отеле — Рафига
- 2003 — Полёт одинокого журавля — Гюльгяз
- 2007 — Кавказ — Цыганка
- 2011 — Ultionis — Директор
- 2011 — Не бойся, я с тобой! 1919 — Телли